# Gott mit uns (Grosz)
Ne doit pas être confondu avec Gott mit uns.
Gott mit Uns est un portfolio de neuf lithographies réalisées par le caricaturiste et peintre allemand George Grosz. L'œuvre a été éditée en 1920.

## L'œuvre
Gott mit Uns est un portfolio de neuf lithographies originales sur papier japon éditées en quarante exemplaires à Berlin chez Malik. Chaque lithographie, d'une dimension de 498 x 364 mm, est signée par Grosz.